# Loukasjärvi (Vemo, Egentliga Finland)
Loukasjärvi eller Laukasjärvi är en sjö i Finland. Den ligger i Vemo kommun i landskapet Egentliga Finland, i den sydvästra delen av landet, 180 km väster om huvudstaden Helsingfors. Loukasjärvi ligger 19 meter över havet. Arean är 10,5 hektar och strandlinjen är 1,89 kilometer lång. Sjön  ingår i Skärgårdshavets kustområde, Åland.   I omgivningarna runt Loukasjärvi växer i huvudsak barrskog.